# Summer Nights (canción de Tiësto)
«Summer Nights» es una canción realizada por el disc jockey y productor neerlandés Tiësto, con la colaboración del cantante estadounidense John Legend. Se lanzó como sencillo el 17 de junio de 2016 a través de la discográfica Universal. El tándem colabora por primera vez desde 2014, cuando el exitoso lanzamiento del remix del sencillo «All of Me», se alzó con el Premio Grammy.

## Antecedentes
Tiësto expresó sus sensaciones al colaborar con Legend: «Realmente estaba emocionado de trabajar con John de nuevo después del enorme éxito que tuvimos con mi remezcla de «All Of Me». Para «Summer Nights», quisimos hacer un disco que mezclara la energía de mis pistas de club con su sorprendente toque soul en la música pop y estoy muy contento con el resultado. Esta grabación es definitivamente un punto de partida musical para mí, pero fue importante para nosotros que el resultado final se enfocara en la vibra funky soul de John».

## Video musical
Se estrenó el 14 de julio de 2016 y está dirigido por Marc Klasfeld. Rodado en la Zona Colonial de la ciudad de Santo Domingo en República Dominicana, se puede observar el Puente Mella, el Malecón de Santo Domingo y el Obelisco Macho y las paredes de los emblemáticos edificios de esta ciudad.

## Lista de canciones
| Descarga digital |                 |          |  |
| N.º              | Título          | Duración |  |
| 1.               | «Summer Nights» | 3:10     |  |

| Descarga digital (The Him Remix) |                                 |          |  |
| N.º                              | Título                          | Duración |  |
| 1.                               | «Summer Nights» (The Him Remix) | 3:10     |  |

| Descarga digital (Tiësto’s Deep House Remix) |                                             |          |  |
| N.º                                          | Título                                      | Duración |  |
| 1.                                           | «Summer Nights» (Tiësto's Deep House Remix) | 3:12     |  |

| Descarga digital (MOTi Remix) |                              |          |  |
| N.º                           | Título                       | Duración |  |
| 1.                            | «Summer Nights» (MOTi Remix) | 3:31     |  |

## Posicionamiento en listas
| País           | Lista (2016)           | Mejor posición |
| -------------- | ---------------------- | -------------- |
| Bélgica        | Ultratip valona        | 31             |
| Escocia        | Scottish Singles Chart | 19             |
| Estados Unidos | Dance/Electronic Songs | 13             |
| Estados Unidos | Hot Dance Airplay      | 17             |
| Países Bajos   | Dutch Top 40           | 23             |
| Reino Unido    | UK Singles Chart       | 60             |
| Reino Unido    | UK Dance Chart         | 20             |
| Suecia         | Sverigetopplistan      | 72             |